# フィル・チェス
フィル・チェス（Phil Chess) として知られる、フィリップ・チェス（Philip Chess、1921年 - 2016年10月19日）は、ポーランド系アメリカ人の音楽プロデューサー、実業家であり、兄レナードとともにチェス・レコードの共同創設者である。

## 経歴
フィシェル・チシュ (Fiszel Czyż) として、ポーランドのチェンストホヴァのユダヤ人コミュニティに生まれた。1928年、兄レイゾル (Lejzor)、姉マルカ (Malka) と母とともに、先に渡っていた父を追ってシカゴに来た。一家の姓は、チェス (Chess) に変えられ、レイゾルはレナードに、フィゼルはフィリップになった。
1946年、アメリカ陸軍を除隊になったフィルは、レナードが運営にあたっていた人気クラブ「マコンバ・ラウンジ』に加わった。2年後、レナードは様々な音楽を幅広く録音していた地元の会社アリストクラット・レコードの共同経営者となり、フィルも1950年にこれに加わった。この会社はチェス・レコードと社名を変え、リズム・アンド・ブルースに注力するようになり、マディ・ウォーターズ、ボ・ディドリー、サニー・ボーイ・ウィリアムソンII、ロバート・ロックウッド・ジュニア、エタ・ジェイムス、チャック・ベリーといったアーティストたちと契約を交わして、吹き込みを行なった。フィル・チェスは、こうしたアーティストたちによる、後に大きな影響を与えたブルースやロックンロールの吹き込みの多くを手がけた。1950年代から1960年代はじめにかけて、同社は成功を収めて事業も拡大し、1968年にはGRTに売却された。

## ブルースの殿堂
1972年、フィル・チェスは引退して、アリゾナ州へ移った。フィルはレナード・チェスとともに、1995年にノン＝パフォーマー部門でブルースの殿堂入りを果たした。2013年2月、フィル・チェスは、兄とともに受章したナショナル・アカデミー・オブ・レコーディング・アーツ・アンド・サイエンス (NARAS) のノン＝パフォーマー部門の理事会賞を受け取るために、授賞式に出席した。